# Gut Aabach
Das Gut Aabach ist ein Gutshof am Ufer des Zugersees in der Gemeinde Risch in der Schweiz. Das neurustikale Gut Aabach entstand 1929 auf einer von Moränenzügen gebildeten
Anhöhe. Erbauer war der Engländer Carl Langer. Das Gut ist Teil des BLN-Objektes Nr. 1309 Landschaft «Zugersee». Es war geplant, auf dem Gutsareal ein Forschungs- und Weiterbildungszentrum des Pharmakonzerns Novartis zu errichten. Das Projekt wurde jedoch fallengelassen.

## Geschichte
Auf dem Gebiet des heutigen Guts befanden sich in der Steinzeit mehrere Pfahlbauersiedlungen, welche durch mehrere Fundorte und Fundstücke bestätigt sind. Das Gebiet Aabach wird als «bedeutende Fundstätte mit grossem wissenschaftlichen Potenzial» bewertet.
Bis ins frühe 20. Jahrhundert wurden entlang des Zugersees herrschaftliche Landhäuser mit weitläufigen Parks errichtet, wie das Gut Freudenberg oder das Neue Schloss Buonas. Das Gebiet südlich von Risch entlang des Aabachs wurde 1929 durch Dr. Karl Langer errichtet. Er liess eine Villa mit Nebenbauten errichten und einen grosszügigen, landschaftsnahen Park anlegen. Bis 1950 war das Gut in Besitz von Carl Langers Erben, als Ernst Göhner, ein Schweizer Bauunternehmer, das Gut übernahm und erweiterte. Das Haus wurde 1960 und 1968 umgebaut. Zusammen mit seiner Frau lebte Ernst Göhner bis zu seinem Tod 1971 hier, seine Frau bis zu ihrem Tod 2001. Nach ihrem Tod wurde das Gut an die Eiola AG, eine Tochtergesellschaft von Novartis, verkauft.

## Das Gut
Das Herzstück des Gutsareals bildet ein Gutshaus. Das barockisierende Herrschaftshaus mit Mansarddach war nach Plänen von Karl Koller 1929 auf dem höchsten Punkt des Anwesens erbaut worden. Eine schlossartige axialsymmetrische Eingangsfront mit Ehrenhof prägt die Vorderseite. Hinter dem Gebäude, vor den Fenstern der Bibliothek, befindet sich ein Rosengarten. Ein Badehaus und ein Angestelltenhaus wurden 1931 im Sinne des Neuen Bauens errichtet. Zum Anwesen zählen zudem ein Gärtnerhaus, ein Bootshaus, ein Bauernhaus und ein Känzelchen. Der landschaftsnahe Park erstreckt sich entlang des Seeufers und besteht aus unterschiedlichen Landschaftskammern und besitzt ein konzeptionell entworfenes Wegesystem. In Randbereichen und am Seeufer sind vorwiegend heimische Gehölze zu finden, in der Nähe zur Villa nicht heimische. Eine zentrale Parkrasenfläche am seeseitigen Hang der Moräne bildet den Mittelpunkt der Anlage.

## Projekt «Novartis Corporate Learning Center»
Seit dem Kauf des Gutes durch die Viola AG war bis zum Dezember 2013 der Bau des Novartis Corporate Learning Centers, einem Forschungs- und Ausbildungszentrums auf dem Gut Aabach geplant. 2009 wurden Planungen des Baus eines Forschungs- und Weiterbildungszentrums von Novartis durch Peter Zumthor und Günther Vogt konkretisiert.
Geplant war die Vergrösserung der Parkfläche auf südlich angrenzende Grundstücke (Weiler Landhaus) auf 130'000 m², der Abriss der Villa, des Gartens, des Chauffeurhauses und mehrerer landwirtschaftlich genutzter Gebäude, der Bau von zwölf Gebäuden (Unterkunftsgebäude, Restaurant, Wellness/Fitness-Bereich, Schulungsanlagen und Empfangs- und Servicegebäude) sowie die Entwicklung einer zusammenhängenden Parklandschaft. Zur Erweiterung des Parks in den Süden hätte die Zufahrtsstrasse des auf der anderen Seite des Aabachs liegenden und zur Gemeinde Meierskappel gehörenden Weilers Böschenrot verlegt sowie die landwirtschaftlichen Gebäude des Weilers Landhus abgebrochen werden müssen.
Das Denkmalamt des Kantons Zug hatte nach einer, durch Novartis angeforderten, eingehenden Untersuchung die Villa aus dem Inventar der schützenswerten Denkmäler entlassen; das Gärtnerhaus steht weiterhin unter Denkmalschutz. In der Schweiz besteht bisher kein Instrument zur Erfassung schützenswerter Pärke, allerdings wird der Park als schützenswert betrachtet. Der Garten jedoch wird aus Sicht des Planungskomitees zum Forschungs- und Weiterbildungszentrum von Novartis durch die Aberkennung des Denkmalschutzes der Villa als nicht erhaltenswert eingestuft.
Nach der Veröffentlichung der Pläne im Februar 2010 und einer Bevölkerungsinformationsveranstaltung im April 2010 wurden Pläne für die Verlegung der Zufahrtsstrasse veröffentlicht. Die Zonenplanänderung und der Bebauungsplan wurden vom Kanton und der Gemeinde vom Herbst 2010 bis Frühling 2011 vorgeprüft und durch die Behörden gutgeheissen, nachdem Novartis einige Anpassungen vorgenommen hatte. Im Mai 2011 fand eine zweite Informationsveranstaltung statt und läutete das öffentliche Planauflageverfahren von 30 Tagen ein, dessen Einwendungen bis im Herbst 2011 bearbeitet und die Details des Projekts angepasst wurden. Nachdem die Gemeinderäte von Risch und Meierskappel die durch Novartis geänderten Pläne und die zusätzlichen Anforderungen aus der Vorprüfung und dem ENHK-Gutachten bestätigten, wurde die Zonenänderung und der Erlass des Bebauungsplanes an einer Urnenabstimmung am 28. November 2011 gutgeheissen.
Gegner kritisierten neben dem Bau vom 31'662 m³ oberirdischer Baumasse in einem Gebiet, welches ursprünglich als Landwirtschafts- und Seeuferschutzzone ausgewiesen wurde, der Auszonung des Gebietes als «Zone mit speziellen Vorschriften», welches historisch nicht zum Gut Aabach gehörte sowie den Abriss statt der Erhaltung der historischen Gebäude, wozu sogenannte Zonen mit speziellen Vorschriften ursprünglich eingerichtet wurden. Verwiesen wurde auf das Projekt des Roche Forums (Ausbildungszentrum von Hoffmann-La Roche) im Schlosspark Buonas, welches nur wenige Kilometer nördlich des Gutes Aabach liegt, und wo kein Gebäude abgebrochen und kaum Neubauten errichtet wurden.
Neben der Einreichung von Beschwerden mehrerer Privatpersonen bei den Regierungsräten Zug und Luzern 2012 bis 2013 wurde der Ausstand des Zuger Regierungsrats und Baudirektors Heinz Tännler verlangt. Während der Behandlung dieses Verfahrens wurde das materielle Verfahren, welches aus Zonenänderung, Erlass des Bebauungsplan und der Strassenverlegung besteht, sistiert. Nachdem der Zuger Regierungsrat die Beschwerde abgelehnt hat, gelangten die Beschwerdeführer an das Verwaltungsgericht, welches ihre Beschwerde ebenfalls ablehnte. Im Januar 2013 reichten die Beschwerdeführer ihre Beschwerde am Bundesgericht ein. Erst nach dessen Entscheidung wird das materielle Verfahren mit Zonenänderung und Strassenverlegung durch die Regierungen Zug und Luzern weiterbehandelt.
Novartis rechnete aufgrund dieser Ereignisse mit mehreren Monaten bis Jahren Verzögerung für das Projekt. Geplant war ursprünglich der Baubeginn 2014 und die Eröffnung des Zentrums im Jahr 2015. Mitte Dezember 2013 machte Novartis seinen Verzicht auf das gesamte Projekt bekannt. Daraufhin kaufte Daniel Vasella, der ehemalige Konzernchef von Novartis, das Gut.